# Heidi Kumao
Heidi Kumao (Berkeley, Califòrnia, 1964). Viu i treballa a Brooklyn, Nova York, és una artista interdisciplinaria. La seva obra es mou entre l'art mecànic, el video-art i les instal·lacions per explorar les interaccions socials i quotidianes i els corrents psicològics subjacents. Les seves obres, “Performatives technologies”, són el resultat estètic de la intersecció entre l'escultura, el teatre i l'enginyeria, generant espectacles artístics que fan visible allò que és invisible, com les estructures de poder, les emocions, les coaccions, els models de pensament i els somnis. Col·locant accions simples de la vida quotidiana com ara l'escriptura, la jardineria, passar l'escombra..., dins de construccions com són cases familiars, la presó, institucions governamentals..., demostra, així, com els petits gestos esdevenen actes polítics.

## Exposicions
1998. 4 de juny - 26 de juliol Sistema nerviós, Espai 13, Fundació Joan Miró, Barcelona. Dins el cicle Cercles invisibles comissariat per Ferran Barenblit. L'exposició era una reflexió sobre la comunicació no verbal en les relacions familiars que es formalitzava a partir
de diversos dispositius precinematogràfics de projecció sobre mobiliari i objectes domèstics. Els seus zoòtrops i llanternes màgiques descomponien la imatge cinematogràfica en fotogrames i permetien assistir als mecanismes de producció de la imatge en moviment, com si fossin memòries en moviment que l'espectador trobava en procés de producció, al bell mig del seu esdevenir-se.